# Jaime Rosón
Jaime Rosón García (Zamora, 13 gennaio 1993) è un ciclista su strada spagnolo con caratteristiche di scalatore. Professionista dal 2016, nel febbraio 2019 ha subito una squalifica di quattro anni, retroattiva e valida fino al 26 giugno 2022, per anomalie al passaporto biologico. È stato per questo licenziato dalla sua squadra, la Movistar.

## Palmarès
- 2015 (Under-23, quattro vittorie)

Memorial Valenciaga
Campionati spagnoli, Prova in linea Under-23
3ª tappa Vuelta a Cantabria (Potes)
Classifica generale Vuelta a Cantabria
- 2016 (Caja Rural-Seguros RGA, una vittoria)

6ª tappa Presidential Cycling Tour of Turkey (Kumluca > Elmali)
- 2017 (Caja Rural-Seguros RGA)

5ª tappa Giro di Croazia (Parenzo > Monte Maggiore)
- 2018 (Movistar Team)

Classifica generale Vuelta a Aragón

### Altri successi
- 2013 (Caja Rural Amateur)

Memorial Etxaniz
Oñate Saria
Classifica generale Trofeo Lehendakari
- 2014 (Caja Rural Amateur)

Circuito del Sollube
Zaldibia Sari Nagusia
- 2017 (Caja Rural-Seguros RGA)

Classifica scalatori Giro di Croazia
- 2018 (Movistar Team)

Classifica scalatori Vuelta a la Comunidad de Madrid

## Piazzamenti

### Grandi Giri
- Vuelta a España

2016: 73º
2017: 26º